# 高津弌
高津 弌（たかつ はじめ、1894年3月17日 - 1965年4月20日）は日本の歯科医師、評論家。日本歯科評論社社長、日本連合歯科医師会書記長を務めた。

## 来歴
愛知県で生まれる。歯科医術開業試験に合格し歯科医師となり、1914年の日本連合歯科医師会書記長時代に6月4日の「虫歯予防デー」を発案する。日本歯科評論社で社長業と平行して評論活動を行う。

## 著作
- 『全国歯科医師名鑑』(1925年、日本口腔衛生社出版)
- 『齒科衛生宣傳の研究』(1930年、日本口腔衞生社）
- 『齒の衞生講話集』（1937年、日本口腔衞生社）